# Tubulibairdia
Tubulibairdia is een geslacht van uitgestorven kreeftachtigen uit de klasse van de Ostracoda (mosselkreeftjes).

## Soorten
- Tubulibairdia accurata Zenkova, 1969 †
- Tubulibairdia alabamensis Lundin & Newton, 1970 †
- Tubulibairdia amaliae (Kummerow, 1953) Sohn, 1960 †
- Tubulibairdia antecedens (Kegel, 1932) Sohn, 1960 †
- Tubulibairdia capitata Bazarova, 1984 †
- Tubulibairdia chaleurensis Copeland, 1962 †
- Tubulibairdia copelandi Lundin & Newton, 1970 †
- Tubulibairdia corbuloides (Jones & Holl, 1869) Sohn, 1960 †
- Tubulibairdia curta Mikhailova, 1978 †
- Tubulibairdia decaturi (Wilson, 1935) Sohn, 1960 †
- Tubulibairdia exacta Zenkova, 1991 †
- Tubulibairdia fecunda (Pribyl & Snajdr, 1951) Sohn, 1960 †
- Tubulibairdia jolieti Copeland, 1973 †
- Tubulibairdia lata Zenkova, 1969 †
- Tubulibairdia longula (Ulrich & Bassler, 1913) Sohn, 1960 †
- Tubulibairdia marhoumaensis Casier, 1985 †
- Tubulibairdia opima Zenkova, 1977 †
- Tubulibairdia ordinara Mikhailova, 1978 †
- Tubulibairdia parilis Zenkova, 1969 †
- Tubulibairdia parva Mikhailova, 1977 †
- Tubulibairdia punctulata (Ulrich, 1891) Sohn, 1960 †
- Tubulibairdia seminalis (Kummerow, 1953) Becker, 1965 †
- Tubulibairdia simplex (Roth, 1929) Lundin, 1968 †
- Tubulibairdia singularis Zenkova, 1969 †
- Tubulibairdia striatula Blumenstengel, 1970 †
- Tubulibairdia tenuisulcata (Pokorny, 1951) Sohn, 1960 †
- Tubulibairdia thuringensis Blumenstengel, 1965 †
- Tubulibairdia tumida Abushik, 1977 †
- Tubulibairdia venusta (Chen, 1958) Ishizaki, 1964 †
- Tubulibairdia windomensis Swartz & Oriel, 1948 †